# Thierry Henry
Thierry Henry vagy teljes nevén Thierry Daniel Henry (Les Ulis, 1977. augusztus 17. –) világ- és Európa-bajnok francia labdarúgó, edző. 2023-tól 2024-ig a francia U21-es válogatott, 2024-ben a francia olimpiai válogatott szövetségi kapitánya.
123-szoros francia válogatott, 51 találatával a nemzeti csapat gólrekordere volt 2022-ig. UEFA-bajnokok ligája-győztes, UEFA-szuperkupa-győztes, a FIFA-klubvilágbajnokság győztese, ezenkívül kétszeres angol, kétszeres spanyol, valamint kétszeres amerikai bajnok. Henry az egyetlen olyan játékos aki háromszor lett az év labdarúgója az FWA szavazásán (2003, 2004, 2006).

## Pályafutása
Thierry Henry alig ötévesen kezdte a labdarúgást a helyi OC Les Ulis korosztályos csapatában. Egy-egy évet játszott az US Palaiseau, valamint a Viry-Châtillon korosztályos csapatában. Tizenöt évesen került az INF Clairefontaine csapatához. Itt csupán egy évet töltött el.

### Monaco
1992-ben a AS Monaco csapatába igazolt, ahol Arsène Wenger keze alá került. 1994. augusztus 31-én egyből a mélyvízbe dobta, 17 évesen, s 14 naposan bemutatkozhatott a francia élvonalban a Nice ellen.
Élete első sikerét azonban az 1996-os ifjúsági Európa-bajnokságon érte el, ahol egészen a döntőig menetelt a francia gárda. Henry csapattársa volt többek között David Trezeguet, William Gallas, Sylvain Wiltord, s az akkor még csak állandó csere, Nicolas Anelka is. A döntőben Spanyolország jelentette az utolsó akadályt, és győzött. Ezután hamar jött az újabb sikerélmény a Monacóval is, hiszen az 1996/97-es bajnokságot a hercegség csapata nyerte meg. Henry első végigjátszott szezonja alatt 36 meccsen 9 gólt lőtt, nála többet csak a nigériai Victor Ikpeba, és Sonny Anderson szerzett. Még a '97-es év őszén Aimé Jacquet meghívta őt a francia nagy válogatottba, s a debütáló meccsét a dél-afrikai válogatott ellen játszotta. A következő nyáron megrendezett, hazai világbajnokságon is részt vett a francia csatár.
A világbajnokságon rögtön az első mérkőzésen, Dél-Afrika ellen gólt szerzett, majd az ezt követő, Szaúd-Arábia elleni összecsapáson duplázott. Két mérkőzés után három góllal állt a góllövőlista élén. A világbajnokság után érkeztek az ajánlatok a játékos iránt, hogy elcsábítsák Thierryt a Monacótól. A piros-fehérek vezetősége azonban nem engedett, hiába állt ott a kérők listáján többek között a Real Madrid is. Az 1998-99-es szezont tehát még az AS Monaco FC színeiben kezdte, ám a téli átigazolási időszak alatt klubot váltott, s a torinói Juventus csapatához szerződött.

### Juventus
Olaszországban nem vált alapemberré. 1999-ben egykori edzője, Arsène Wenger elvitte magával Londonba, az Arsenalhoz.

### Arsenal

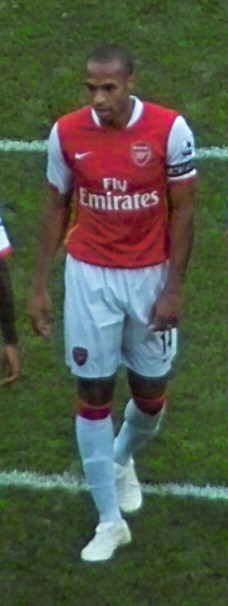
Henry az Arsenal csapatkapitányként, 2006-ban

Rögtön az első Londonban töltött idényében 18 gólt szerzett 31 mérkőzésen, és csapatával az UEFA-kupa döntőjéig jutott, majd a következő szezonban is rúgott 17-et, ami a góllövőlista harmadik helyéhez volt elég.
Nyáron részt vett a Hollandia-Belgiumban az Európa-bajnokságon, ahol aranyérmet szerzett.
Az ágyúsoknál töltött 8 év alatt két bajnoki címet szerzett 2002-ben és 2004-ben. 2004-ben veretlenül harcolták ki a bajnoki serleget. FA-kupa sikert is elkönyvelhettek, valamint két Ligakupát 2002-ben és 2004-ben.
Gólkirály volt 2002-ben, 2004-ben, 2005-ben és 2006-ban. A 2004-ben és a 2005-ben az Európai aranycipőt is ő kapta. Ezen kívül több ízben választották a Liga legjobb játékosának, s az Aranylabda-szavazásokon is – bár magát az Aranylabdát sosem sikerült elhódítania – szép helyezéseket ért el.

### Barcelona

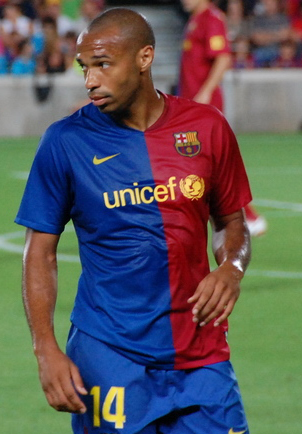
Henry az FC Barcelona színeiben egy mérkőzésen, 2008-ban

2007 nyarán Henry az FC Barcelonához igazolt négy évre, 24 millió euróért.
Július 27-én győztes góllal debütált az új csapatában a skót Dundee United csapat ellen 1–0-ra megnyert mérkőzésen. Ebben a szezonban nem hozta a megszokott formáját családi okok miatt. 2009-ben csapatával triplázott, megnyerték a La Ligát és a Spanyol Kupát és a Bl-t. Thierry nagy álma vált valóra amikor csapatával végre elhódította a Bajnokok Ligája kupáját.

### New York Red Bull
Az észak-amerikai profi labdarúgó-bajnokságban (MLS) szereplő New York Red Bullsban folytatja pályafutását a Barcelona francia csatára, Thierry Henry. Ezt az amerikai csapat jelentette be hivatalos honlapján.

## Sikerei, díjai

### Monaco
- Ligue 1: 1996-97
- Trophée des Champions: 1997
- meccs/gól: 110/20

### Juventus
- meccs/gól: 16/3

### Arsenal
- Premier League: 2001-02, 2003-04
- FA Cup: 2002, 2003, 2005
- FA Community Shield: 2004
- Bajnokok Ligája ezüst: 2005–2006
- meccs/gól: 254/174

### Barcelona
- La Liga: 2008–2009, 2009–2010
- Copa del Rey: 2008–09
- Supercopa de España: 2009
- UEFA-bajnokok ligája: 2008–2009
- UEFA-szuperkupa: 2009
- FIFA-klubvilágbajnokság: 2009
- meccs/gól: 80/35

### New York Red Bulls
- Supporters' Shield: 2013 
  - Eastern Conference (MLS): 2010, 2013
- meccs/gól: 122/61

### Franciaország
- Labdarúgó-világbajnokság
  - Aranyérmes: 1998
  - Ezüstérmes: 2006
- Labdarúgó-Európa-bajnokság
  - Aranyérmes: 2000
- Konföderációs kupa
  - Aranyérmes: 2003-as konföderációs kupa
- II. Haszán király kupa
  - Aranyérmes: 2000

## Statisztika
| Szezon           | Klub                      | Ország           | Bajnokság           | Bajnokság | Bajnokság | Kupa  | Kupa | Nemzetközi Kupa | Nemzetközi Kupa | NTA   | NTA  | Összesen | Összesen |
| Szezon           | Klub                      | Ország           | Bajnokság           | Mérk.     | Gól.      | Mérk. | Gól. | Mérk.           | Gól.            | Mérk. | Gól. | Mérk.    | Gól.     |
| ---------------- | ------------------------- | ---------------- | ------------------- | --------- | --------- | ----- | ---- | --------------- | --------------- | ----- | ---- | -------- | -------- |
| 1994–95          | AS Monaco                 | FRA              | Ligue 1             | 8         | 3         | 0     | 0    | —               | —               | —     | —    | 8        | 3        |
| 1995–96          | AS Monaco                 | FRA              | Ligue 1             | 18        | 3         | 3     | 0    | 1               | 0               | —     | —    | 22       | 3        |
| 1996–97          | AS Monaco                 | FRA              | Ligue 1             | 36        | 9         | 3     | 0    | 9               | 1               | —     | —    | 48       | 10       |
| 1997–98          | AS Monaco                 | FRA              | Ligue 1             | 30        | 4         | 5     | 0    | 9               | 7               | 0     | 0    | 44       | 11       |
| 1998–99          | AS Monaco                 | FRA              | Ligue 1             | 13        | 1         | 1     | 0    | 5               | 0               | —     | —    | 19       | 1        |
| Klub Összesen    | Klub Összesen             | Klub Összesen    | Klub Összesen       | 105       | 20        | 12    | 0    | 24              | 8               | 0     | 0    | 141      | 28       |
| 1998–99          | Juventus FC               | ITA              | Serie A             | 16        | 3         | 1     | 0    | 0               | 0               | 2     | 0    | 19       | 3        |
| Klub Összesen    | Klub Összesen             | Klub Összesen    | Klub Összesen       | 16        | 3         | 1     | 0    | 0               | 0               | 2     | 0    | 19       | 3        |
| 1999–00          | Arsenal FC                | ENG              | Premier League      | 31        | 17        | 5     | 1    | 12              | 8               | 0     | 0    | 48       | 26       |
| 2000–01          | Arsenal FC                | ENG              | Premier League      | 35        | 17        | 4     | 1    | 14              | 4               | —     | —    | 53       | 22       |
| 2001–02          | Arsenal FC                | ENG              | Premier League      | 33        | 24        | 5     | 1    | 11              | 7               | —     | —    | 49       | 32       |
| 2002–03          | Arsenal FC                | ENG              | Premier League      | 37        | 24        | 5     | 1    | 12              | 7               | 1     | 0    | 55       | 32       |
| 2003–04          | Arsenal FC                | ENG              | Premier League      | 37        | 30        | 3     | 3    | 10              | 5               | 1     | 1    | 51       | 39       |
| 2004–05          | Arsenal FC                | ENG              | Premier League      | 32        | 25        | 1     | 0    | 8               | 5               | 1     | 0    | 42       | 30       |
| 2005–06          | Arsenal FC                | ENG              | Premier League      | 32        | 27        | 1     | 1    | 11              | 5               | 1     | 0    | 45       | 33       |
| 2006–07          | Arsenal FC                | ENG              | Premier League      | 17        | 10        | 3     | 1    | 7               | 1               | —     | —    | 27       | 12       |
| Klub Összesen    | Klub Összesen             | Klub Összesen    | Klub Összesen       | 254       | 174       | 27    | 9    | 85              | 42              | 4     | 1    | 370      | 226      |
| 2007–08          | FC Barcelona              | ESP              | Primera División    | 30        | 12        | 7     | 4    | 10              | 3               | —     | —    | 47       | 19       |
| 2008–09          | FC Barcelona              | ESP              | Primera División    | 29        | 19        | 1     | 1    | 12              | 6               | —     | —    | 42       | 26       |
| 2009–10          | FC Barcelona              | ESP              | Primera División    | 21        | 4         | 1     | 0    | 7               | 0               | 3     | 0    | 32       | 4        |
| Klub Összesen    | Klub Összesen             | Klub Összesen    | Klub Összesen       | 80        | 35        | 12    | 6    | 29              | 9               | 3     | 0    | 124      | 50       |
| 2010             | New York Red Bulls        | USA              | Major League Soccer | 11        | 2         | 1     | 0    | —               | —               | —     | —    | 12       | 2        |
| 2011             | New York Red Bulls        | USA              | Major League Soccer | 26        | 14        | 3     | 1    | —               | —               | —     | —    | 29       | 15       |
| klub Összesen    | klub Összesen             | klub Összesen    | klub Összesen       | 37        | 16        | 4     | 1    | 0               | 0               | 0     | 0    | 41       | 17       |
| 2011–12          | → Arsenal FC (kölcsönben) | ENG              | Premier League      | 4         | 1         | 2     | 1    | 1               | 0               | —     | —    | 7        | 2        |
| Klub Összesen1   | Klub Összesen1            | Klub Összesen1   | Klub Összesen1      | 258       | 175       | 29    | 10   | 86              | 42              | 4     | 1    | 377      | 228      |
| 2012             | New York Red Bulls        | USA              | Major League Soccer | 25        | 15        | 2     | 0    | —               | —               | —     | —    | 27       | 15       |
| 2013             | New York Red Bulls        | USA              | Major League Soccer | 30        | 10        | 2     | 0    | —               | —               | —     | —    | 32       | 10       |
| 2014             | New York Red Bulls        | USA              | Major League Soccer | 35        | 10        | 5     | 0    | —               | —               | —     | —    | 40       | 10       |
| Klub Összesen2   | Klub Összesen2            | Klub Összesen2   | Klub Összesen2      | 127       | 51        | 11    | 1    | 0               | 0               | 0     | 0    | 138      | 52       |
| Karrier Összesen | Karrier Összesen          | Karrier Összesen | Karrier Összesen    | 586       | 284       | 65    | 17   | 139             | 59              | 9     | 1    | 799      | 361      |

## Edzői statisztikái
legutóbb 2021. december 14-én frissítve.
| Csapat          | Nemzet   | –tól               | –ig               | Mérleg | Mérleg | Mérleg | Mérleg     | Mérleg  | Mérleg | Mérleg | Mérleg | Mérleg                  |
| M               | GY       | D                  | V                 | RG     | KG     | GK     | Győzelem % | jegyzet |        |        |        |                         |
| --------------- | -------- | ------------------ | ----------------- | ------ | ------ | ------ | ---------- | ------- | ------ | ------ | ------ | ----------------------- |
| AS Monaco       | francia  | 2018. október 13.  | 2019. január 24.  | 20     | 4      | 5      | 11         | 15      | 36     | −21    | 20     | [ 5 ] [ 6 ] [ 7 ] [ 8 ] |
| Montréal Impact | kanada   | 2019. november 13. | 2021. február 25. | 29     | 9      | 4      | 16         | 38      | 50     | –12    | 31.03  |                         |
| Összesen        | Összesen | Összesen           | Összesen          | 49     | 13     | 9      | 27         | 53      | 86     | –33    | 30.23  | —                       |